# خوان سیلوا (بازیکن فوتبال آرژانتین)
خوان سیلوا (اسپانیایی: Juan Silva‎؛ زادهٔ ۹ سپتامبر ۱۹۹۷) بازیکن فوتبال اهل آرژانتین است.

## باشگاهی
از باشگاه‌هایی که در آن بازی کرده‌است می‌توان به باشگاه فوتبال جیمناسیا لاپلاتا اشاره کرد.